# Jay R. Ferguson
Jay R. Ferguson (Dallas, Texas; 24 de julio de 1974) es un actor estadounidense.

## Biografía
Jay R. Ferguson nació en Dallas, Texas. Su padre es Jay Rowland Ferguson, mientras que su madre es Bobby Faye Gammel. Pasó la mayor parte de su infancia hasta que se mudó a Los Ángeles con su madre a la edad de siete años.
Hizo su debut en la pantalla en la serie The Outsider (1990), en la que interpretó a Ponyboy Curtis. También hizo su primera aparición en su primer telefilme en el mismo año en Shattered Dreams. Desde entonces él trabajó durante su juventud en el negocio de la televisión. Como tal también protagonizó en el mismo año la serie de comedia de CBS Evening Shade, que duró entre 1990 y 1994.
En 1995 apareció en la primera película de cine  interpetando a Billy en Higher Learning (1995). Desde entonces ha estado interpretando diversos papeles en cine y televisión. Probablemente sea mejor conocido por su papel en la serie de NBC Surface (2005–2006), que se amplió de una miniserie planificada a una temporada de 15 episodios, pero que luego no se renovó para otra temporada.

## Filmografía (Selección)

### Cine
| Año  | Título               | Papel         | Notas |
| ---- | -------------------- | ------------- | ----- |
| 1995 | Higher Learning      | Billy         | Debut |
| 2010 | The Killer Inside Me | Elmer Conway  |       |
| 2012 | Cuando te encuentre  | Keith Clayton |       |
| 2014 | Back in the Day      | Mark          |       |
| 2015 | Little Loopers       | Todd          |       |

### Televisión
| Año       | Título           | Papel                   | Notas                                       |
| --------- | ---------------- | ----------------------- | ------------------------------------------- |
| 1990      | The Outsiders    | Ponyboy Curtis          | Debut en series de televisión; 13 episodios |
| 1990      | Shattered Dreams | Joven Luke              | Debut en telefilmes                         |
| 2003      | Criminology 101  | Johnny                  | Telefilme                                   |
| 2005–2006 | Surface          | Richard "Rich" Connelly | 15 episodios                                |
| 2007–2015 | Mad Men          | Stan Rizzo              | 46 episodios                                |
| 2016–2017 | The Real O'Neals | Pat O'Neal              | 29 episodios                                |
| 2018–2024 | The Conners      | Ben                     | 88 episodios                                |
| 2020      | Briarpatch       | Jake Spievey            | 10 epiodios                                 |